# Le Fantôme du souvenir
Le Fantôme du souvenir (titre original : Phantom) est le dixième roman du cycle de L'Épée de vérité de Terry Goodkind. Publié en version originale en 2006, il est sorti en français le 16 avril 2010 aux éditions Bragelonne.

## Résumé
Après avoir découvert la preuve de l'existence de Kahlan, Nicci et Zedd tentent de percer le mystère de la Chaîne des Flammes, le sort d'oubli qui menace de détruire le monde et dont Kahlan est prisonnière. Richard est, quant à lui, confronté aux assauts d'une Voyante de l'Ancien Monde : Six. Alors que la magie lui fait défaut, il apprend que l'ancien Premier Sorcier Barracus lui a laissé un précieux héritage : un livre de magie destiné à la maîtrise des pouvoirs d'un Sorcier de Guerre. Le Sourcier de Vérité se lance à la recherche du précieux grimoire dans l'espoir de retrouver Kalhan.
Pendant ce temps, en D'Hara, Kahlan, nouvellement prisonnière de Jagang le juste grâce aux sœurs de l'obscurité (bien que ce n'était pas leur désir), ne sait toujours pas qui elle est.
Ce qui la sauve des assauts de Jagang qui, pour l'humilier et la dominer totalement attend qu'elle sache ce qu'elle représente et pourquoi elle le hait.
Pendant ce temps, les forces guerrières d'haranes renoncent à l'affrontement final dont parle soi-disant les prophéties et partent semer la terreur dans l'ancien monde alors que Jagang et son armée arrivent au palais du peuple...

## La dixième leçon du sorcier
« Se détourner sciemment de la vérité est se trahir soi-même. »

## Couverture
C'est une nouvelle fois Raphaël Lacoste qui a été chargé de réaliser l'illustration pour la version française de ce tome. Les éditions Bragelonne avaient en effet décidé très tôt, avec l’accord de l’auteur, qu’ils ne reprendront pas les illustrations réalisées par Keith Parkinson pour la trilogie finale.
Raphaël Lacoste avait cette fois-ci comme consigne de s'inspirer de l'un des croquis de Keith Parkinson présent dans la nouvelle Dette d'Os.